# Ole Høilandstøtta
Ole Høilandstøtta är en klippa i Bouvetön (Norge). Den ligger utanför Victoria Terrasse på den nordöstra delen av ön.